# Murowana Oszmianka (majątek)
Murowana Oszmianka – dawny majątek. Tereny, na których był położony, leżą obecnie na Białorusi, w obwodzie grodzieńskim, w rejonie oszmiańskim, w sielsowiecie Murowana Oszmianka.

## Historia
W czasach zaborów folwark w gminie Polany, w powiecie oszmiańskim, w guberni wileńskiej Imperium Rosyjskiego. W 1866 roku liczył 41 mieszkańców w 1 domu, była tu gorzelnia, młyn i drukarnia. W 1905 roku liczył 52 mieszkańców, 526 dziesięcin, własność Ważyńskich. Wcześniej majątek posiadali Moniwidzi-Drohojstajscy i Ważyńscy.
W latach 1921–1945 majątek leżał w Polsce, w województwie wileńskim, w powiecie oszmiańskim, w gminie Polany.
W 1931 w 4 domach zamieszkiwało 71 osób.
Wierni należeli do parafii rzymskokatolickiej w Murowanej Oszmiance. Miejscowość podlegała pod Sąd Grodzki w Oszmianie i Okręgowy w Wilnie; właściwy urząd pocztowy mieścił się w Murowanej Oszmiance.
Niegdyś Murowana Oszmianka stanowiła ośrodek znacznego majątku. Do dziś zachowały się jeszcze ruiny dawnej drukarni.